# Vinterkriget
Vinterkriget (finska: talvisota), i Sverige även finska vinterkriget (ryska: Советско-финляндская (советско-финская) война 1939–1940, Sovetsko-finljandskaja (sovetsko-finskaja) vojna 1939–1940, ”sovjet-finska kriget 1939–1940”) utkämpades mellan Finland och Sovjetunionen, sedan Sovjetunionen den 30 november 1939, tre månader in i andra världskriget, anfallit Finland. Efter hårt och envist motstånd tvingades Finland den 13 mars 1940 gå med på fred och göra landavträdelser (10 procent av sin yta), bland annat Karelska näset. 
Vintern 1939/1940 var i Finland en av de kallaste som uppmätts, det var konstant minusgrader och ofta låg temperaturen mellan –20 och –40 °C. Kallaste uppmätta temperaturen i Finland nådde ända ner till –47 °C.
Från svensk sida är kriget utmärkande då det fanns stort om inte överväldigande stöd från svenska folket att gå med i kriget på Finlands sida, där regeringen avstod å Sveriges vägnar. Som resultat är kriget det krig som flest svenska frivilliga deltagit i med över 8 000 deltagande och ytterligare 4000 uppskrivna vid krigsslutet, ej inräknande civil personal från annat håll. Dessa utgjorde huvudsakligen den Svenska frivilligkåren, därtill en hel flygflottilj: F 19 Finland. Ett känt slagord löd: ”Finlands sak är vår”, myntat av Sveriges utrikesminister Christian Günther. Se avsnittet – § Hjälp från Sverige.

## Bakgrund
Efter det finska inbördeskriget efter Finlands självständighet och fram till Freden i Dorpat 1920 hade finska frivilliga upprepade gånger deltagit i konflikter i Ryssland och dess närområden (se Frändefolkskrigen). Sovjetiska myndigheters vägran att låta de karelska kommunerna Porajärvi och Repola hålla val om eventuell anslutning till Finland följdes av tjekans (sovjetiska hemliga polisens) terror mot och deportation av invånarna i de nämnda kommunerna.[källa behövs] Det förekom högerextrema och öppet kommunistfientliga rörelser i Finland (framförallt Lapporörelsen). Finland hade också samarbetat med den tyska militären, bland annat i utvecklande av ubåtsvapnet. Allt detta bidrog till misstro mellan Finland och Sovjetunionen.
Under 1930-talet hade Finlands regering i sin utrikespolitik understrukit sin nordiska orientering och att vid internationella konflikter hålla på landets neutralitet. Förhållandet till Sovjetunionen var normalt men inte hjärtligt. År 1932 hade ett treårigt icke-aggressionsavtal tecknats vilket 1934 förlängdes på tio år. 1938 hade Sovjetunionen vid kontakter med regeringen gjort klart att man önskade något slags avtal om militärt bistånd mellan de två länderna – sovjetiska militärbaser och rätt för röda armén att rycka in på finländsk mark för att möta en fiende.
Sedan Sovjetunionen och Nazityskland  slutit Molotov–Ribbentroppakten hade Sovjetunionen en betydande stor handlingsfrihet vad gäller Baltikum och Finland, då dessutom västmakterna England och Frankrike var uppbundna i krig med Tyskland. Under hösten 1939 tvingades Estland, Lettland och Litauen gå med på att tillåta sovjetiska militärbaser inom sina gränser. I oktober överlämnade man följande krav på Finland:
- Finland skulle arrendera ut Hangö udd på trettio år för en flottbas.
- Sovjetflottan skulle få använda Lappvik nära Hangö som ankarplats.
- Finland skulle överlämna några öar i Finska viken, däribland det befästa Björkö.
- Den finsk-sovjetiska gränsen på Karelska näset skulle flyttas västerut.
- Befästningar på Karelska näset skulle förstöras.
- Finland skulle överlämna västra delen av Fiskarhalvön vid Norra ishavet.

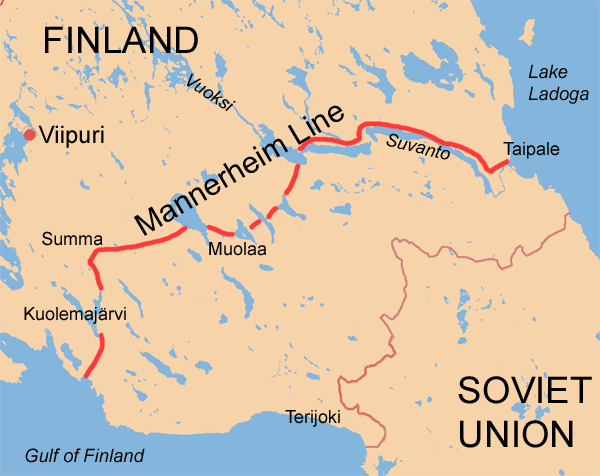
Mannerheimlinjen, den finska försvarslinjen tvärs över Karelska näset.

Finlands utrikesminister Eljas Erkko drog dock parallellen mellan de sovjetiska kraven och hur Tyskland, sedan Tjeckoslovakien gjort landavträdelser, ändå ockuperat landet 1938. Från finländsk sida kunde man gå med på mindre gränsjusteringar men vid ett möte i Moskva i oktober förklarade Josef Stalin att de sovjetiska kraven inte var eftergivliga. Vid nya förhandlingar i november gjorde den finländska delegationen fler eftergifter vad gäller gränsjusteringar, men gick inte med på en sovjetisk marinbas. 
De sovjetiska förhandlingarna var dimridåer i en sovjetisk plan vars syfte var att ockupera hela Finland likt det som hade hänt med de baltiska länderna. Det bevisas främst av Terijokiregeringen under Kuusinen, den quislingregering som Sovjetmakten upprättade i det nyss ockuperade Terijoki, och som började ge ut proklamationer till hela Finlands folk, samt att Sovjetarmén försökte tränga in längs hela Finlands gräns och inte bara på de platser man krävt under förhandlingarna. Senare hittade man även dokument på den då förintade 44. sovjetiska motoriserade divisionen som angav hur de sovjetiska trupperna skulle uppträda längs den svenska gränsen. I nutida rysk historieskrivning anses en förhandlingslösning varit möjlig ända till slutet på oktober 1939, då krigsplanen för en erövring av Finland fastställdes.

### Skotten i Mainila
Den 26 november vid byn Mainila på den ryska sidan bredvid gränsen, inträffade en incident där enligt den officiella sovjetrapporten fyra sovjetsoldater dödades av artillerield. Sovjetunionen lade skulden på Finland och sade upp nonaggressionspakten. Det har i efterhand kunnat bevisas att incidenten var en sovjetisk provokation, då bland annat inget finländskt artilleri kunde nå Mainila och sovjetiska fångar under fortsättningskriget kunde ge viktiga detaljer om hur intermezzot orkestrerats på den sovjetiska sidan. Finländska gränspatruller kunde se hur sovjetiska trupper drogs samman till gränsområdet.
Detta var dock inte den enda provokationen i upprinnelsen till vinterkriget. 28 november, två dagar efter skotten i Mainila, kidnappades tre finländska gränsvakter av sovjetisk trupp från gränsposteringen vid Pummanki på Fiskarhalvön vid Norra Ishavet, varefter Moskvaradion anklagade finländska patruller för att ha anfallit över gränsen. Denna provokation blev dock aldrig någon större nyhet eftersom Sovjetunionen avbröt de diplomatiska förbindelserna med Finland samma dag. De kidnappade gränsvakterna släpptes, tillsammans med lokalbefolkningen i de näraliggande fiskebyarna Pummangi och Vaitolahti som även de internerats, efter vinterkriget. 

## Styrkeförhållanden
Sovjetunionen var Finland överlägset både till numerär, beväpning och utrustning. Finlands försvarsmakt bestod i det första skedet av 200 000 man, 32 stridsvagnar och 119 flygplan medan Röda armén anföll med 460 000 man, 1 500 stridsvagnar och 1 000 flygplan. De finländska trupperna hade däremot övertag i kännedom av terrängen, vana vid vinterförhållanden och en mer självständig befälsordning. Finlands armé riktade in sig på försvarskrig och intog försvarsställningar som utnyttjade terrängen, som bestod av tät skog och stora sjöar. 
Under sommaren 1939 hade Finland uppfört ett antal fästningar på huvudförsvarslinjen, som senare kom att kallas Mannerheimlinjen. Denna linje var avsedd att vara ett omfattande nätverk av färdigställda befästningspunkter över Karelska näset. Linjen var emellertid endast delvis slutförd då kriget bröt ut.
Stalins optimistiska planering för kriget utgick från en snabb seger inom "mellan tio och tolv dagar", enligt en uppskattning av artillerigeneral Grigorij Kulik.

## Kriget

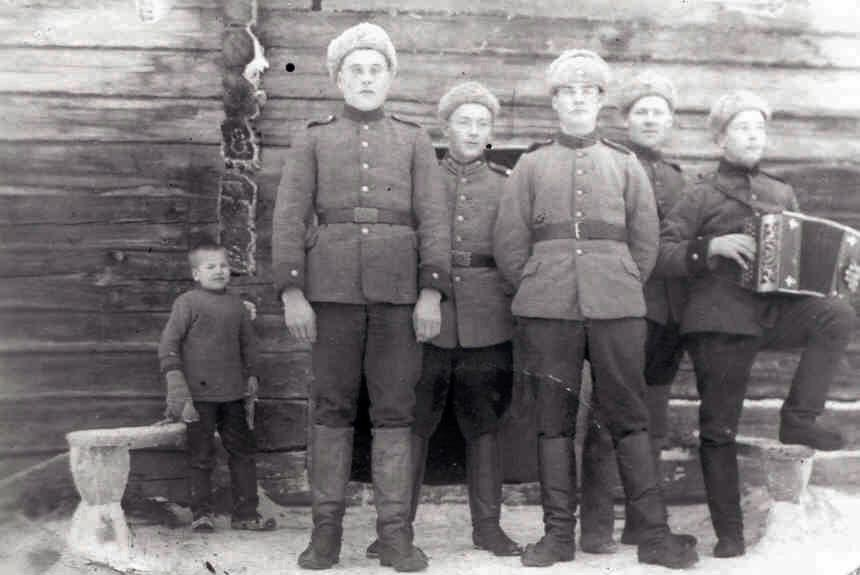
Finländska soldater under vinterkriget. I krigets inledning var det krigsmateriella tillståndet i Finland bedrövligt, både vapen och kläder var det brist på. Många gånger fick man använda äldre material, t.ex. var en stor del av kanonerna av 1877 års modell och så sent som i januari 1940 hade bara var femte till fronten ankommen utfyllnadspersonal officiell militärpersedel på sig.

Tidigt på morgonen den 30 november öppnade sovjetiskt artilleri eld följt av att infanteri gick över gränsen på Karelska näset, norr om sjön Ladoga och vid Petsamo. Den officiella sovjetiska förklaringen till angreppet hänvisade till de ovannämnda skotten vid Mainila. Klockan 09.15 syntes tvåmotoriga bombplan i luften ovanför Helsingfors. Ingenting mer hände dock och många trodde att bombplanen var ett hot för att få Finland att lämna ifrån sig landområden. På eftermiddagen kom dock planen tillbaka och den här gången började de släppa bomber över den finländska huvudstaden. Finlands president Kyösti Kallio utfärdade därefter följande krigsförklaring:
| ”                                  | För tryggande av rikets försvar och för vidmakthållande av rättsordningen, förklaras republiken Finland i krigstillstånd. | „ |
| – Finlands president Kyösti Kallio | |   |

Detta meddelande kompletterades med att presidenten utsåg fältmarskalk Carl Gustaf Mannerheim till överbefälhavare.
Många städer i Finland drabbades av flyganfall under kriget: Helsingfors, Viborg, Villmanstrand, Lahtis, Åbo, Riihimäki och Vasa. Vid krigsutbrottet lämnade över 100 000 människor Helsingfors men många återvände inom kort. Orsaken var bombskräcken; under krigets 105 dagar skedde nästan 1 000 bombanfall mot civila mål där 100 000 bomber fälldes. 956 personer dödades och nästan 2 000 skadades vid anfall mot de finländska städerna (frånsett Viborg). Genom avtalet med Estland hade Sovjetunionen flyg- och flottbaser på estniskt territorium. Dessa baser användes sedan för angreppen mot södra Finland.
Sovjetunionen upprättade den 1 december en quislingregering på badorten Terijoki som låg vid den finsk-sovjetiska gränsen och som erövrats på krigets första dag. Terijokiregeringen leddes av den finländske kommunisten Otto Ville Kuusinen som flytt till Sovjetunionen efter det finska inbördeskriget. Regimen var tämligen oupplyst vad gällde de sociala förhållandena i Finland 1939. Bland de första proklamationer som Terijokiregimen gjorde, var bland annat att lova det finländska folket rätt till åtta timmars arbetsdag. Det hade man dock infört i Finland redan 1919.

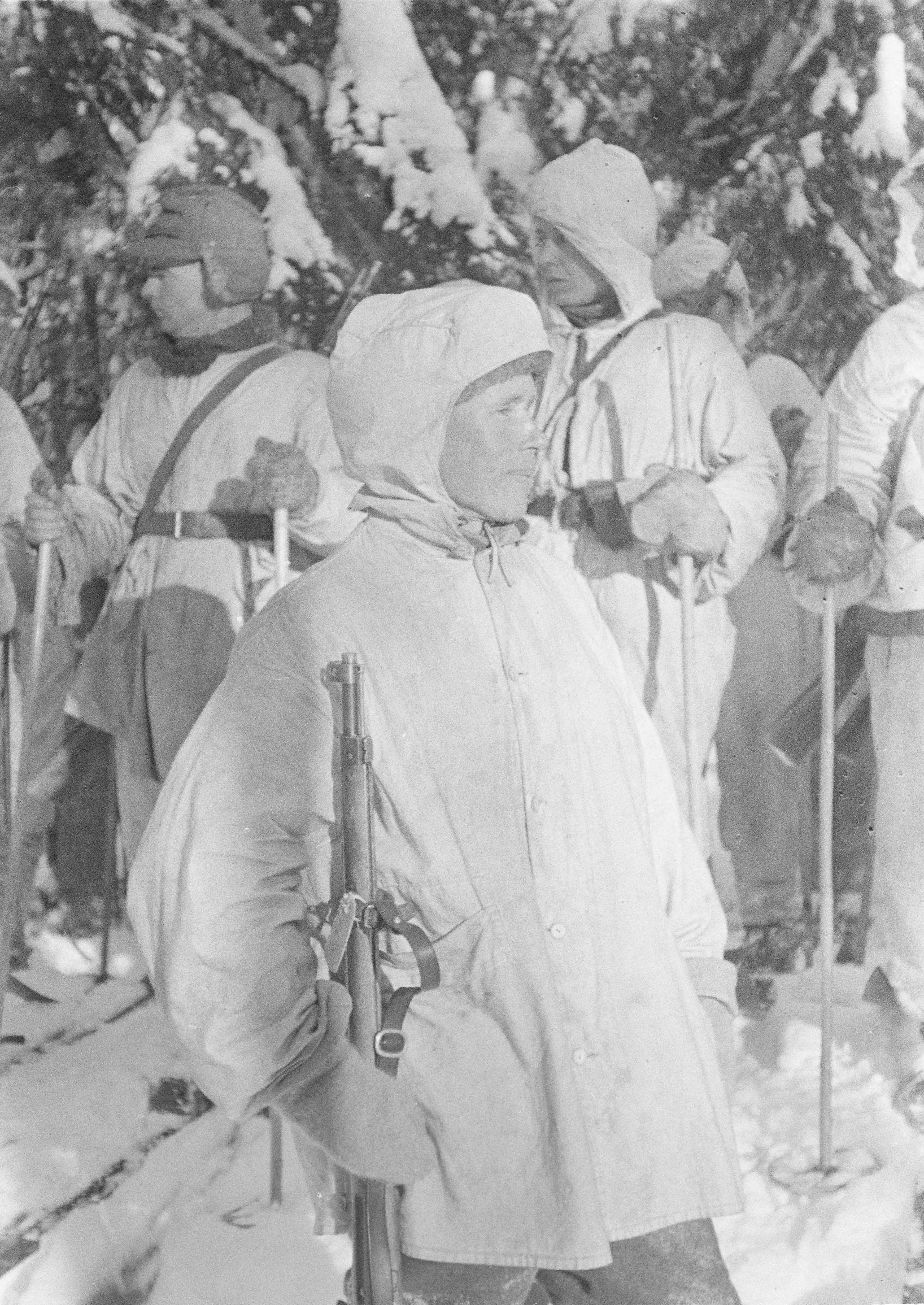
Vita döden - Den legendariske finske prickskytten Simo Häyhä sköt ihjäl minst 500 sovjetiska soldater.

De sovjetiska anfallen längs den långa finska östgränsen överraskade den finländska krigsledningen, som inte trodde det logistiskt var möjligt att operera med så stora förband som Sovjetunionen använde här. Finländska armén tvingades omdirigera förstärkningar som var på väg till Karelska näset till östgränsen. Man hade högst väntat sig att ryssarna skulle rycka fram med regementen längs ödemarksvägarna, men de avancerade med armékårer. När försvaret väl samlat sig så visade sig att just underhållet till de sovjetiska förbanden var deras akilleshäl. Den finländska mottitaktiken som innebar att man försökte inringa sovjetiska förband visade sig vara så effektiv att hela den sovjetiska offensiven hade kört fast längs östgränsen vid årsskiftet 1939/1940. Flera divisioner satt i motti från Salla i norr till Ladoga i söder. Vid anfall runt Tolvajärvi norr om Ladoga lyckades man besegra två divisioner genom att anfalla flankerna, döda 4 000 soldater ur Röda armén och ta 600 fångar.
I striderna vid Suomussalmi hade den finländska skidbataljonen om 1 800 man mot sig ungefär 35 000–40 000 soldater försedda med stridsvagnar och artilleri. Efter att ha fått förstärkningar av den finländska 9 divisionen inleddes striderna under julhelgen och man lyckades bryta upp den sovjetiska 163:e divisionen i flera fraktioner, så kallade "motti". Efter nyår gick man till angrepp på den sovjetiska 44:e divisionen som hade grävt ned sig i ställningar längs den närbelägna vägen mot Raate. Genom att fälla träd över vägen hade finländska trupper sett till att denna inte kunde användas för understöd. Slutresultatet blev att av cirka 40 000 sovjetiska soldater som anfallit stupade 23 000.
På Finlands begäran uteslöts Sovjetunionen ur Nationernas förbund (NF) den 14 december 1939 och NF fördömde anfallet på Finland. Denna uteslutning skedde i konflikt med NF:s egna funktionsnormer, då endast 7 av 15 säkerhetsrådsmedlemmar röstade för uteslutningen (Storbritannien, Frankrike, Belgien, Bolivia, Egypten, Sydafrikanska unionen och Dominikanska republiken) vilket inte var en majoritet. Dessutom hade 3 av dessa 7 medlemmar (Sydafrikanska unionen, Bolivia och Egypten) valts in i Nationernas förbund dagen före omröstningen. Nationernas förbund upphörde i princip att verka efter detta och upplöstes formellt 1946.

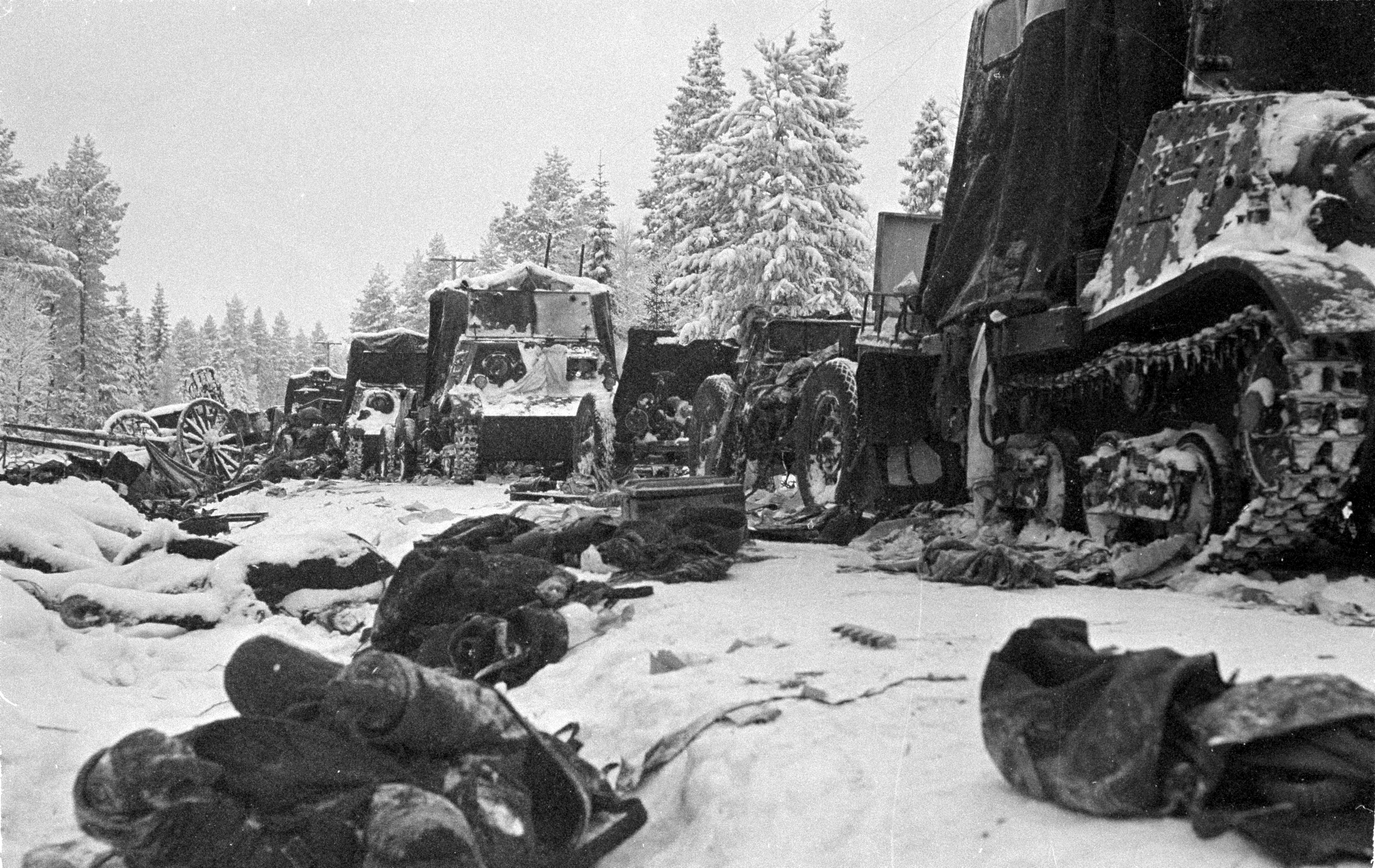
Sovjetiska trupper på Raate-vägen efter strid.

Under resten av januari var det förhållandevis lugnt. På den sovjetiska sidan byttes armékommendören Jakovlev ut mot general Timosjenko och man utbildade trupperna för att förbättra samverkan mellan stridsvagnar, infanteri och artilleri så att inte de egna trupperna skulle kunna splittras vid anfallen. På finländsk sida utbildade man pansarnärstridsgrupper och man improviserade fram bensinfyllda flaskor igenkorkade med bomull som antändes - en Molotovcocktail, uppkallad efter den sovjetiska utrikesministern Vjatjeslav Molotov.
Den 1 februari 1940 inledde Röda armén en förnyad offensiv på Karelska näset. De finländska trupperna kunde till en början hålla ställningarna men den 11 och 12 februari lyckades de sovjetiska trupperna bryta igenom Mannerheimlinjen vid Lähde på Karelska näset. Före genombrottet hade den finländska 3:e divisionen till och med varit tvungen att låta trosskuskar och kockar strida. Genombrottet fick överbefälhavaren Mannerheim att beordra reträtt till de så kallade mellanställningarna.

### Hjälp från Sverige
Den svenska utrikesministern Rickard Sandler hade länge verkat för en Finlandsvänlig politik. Hans partikamrat i regeringen, finansminister Ernst Wigforss, kunde å sin sida tänka sig en neutralitetsförklaring. Sandler förordade en avvaktande hållning och Sverige förklarade sig vara icke-krigförande, vilket innebar att det blev möjligt att stödja Finland materiellt och tillåta rekrytering av frivilliga. Föreningen Finlandshjälpen såg till att ordna fadderhem åt evakuerade finländska barn.
Finlandskommittén organiserade värvning av män till en frivilligstyrka under parollen Finlands sak är vår, ursprungligen myntat av Sveriges utrikesminister Christian Günther. Tusentals frivilliga svenskar reste till Finland, den mångsidiga materialhjälpen var riklig och tiotusentals barn skickades till Sverige i skydd från krigets oroligheter. En Finlands sak är vår-bok trycktes och delades ut i Sverige i otroliga 600 000 exemplar.

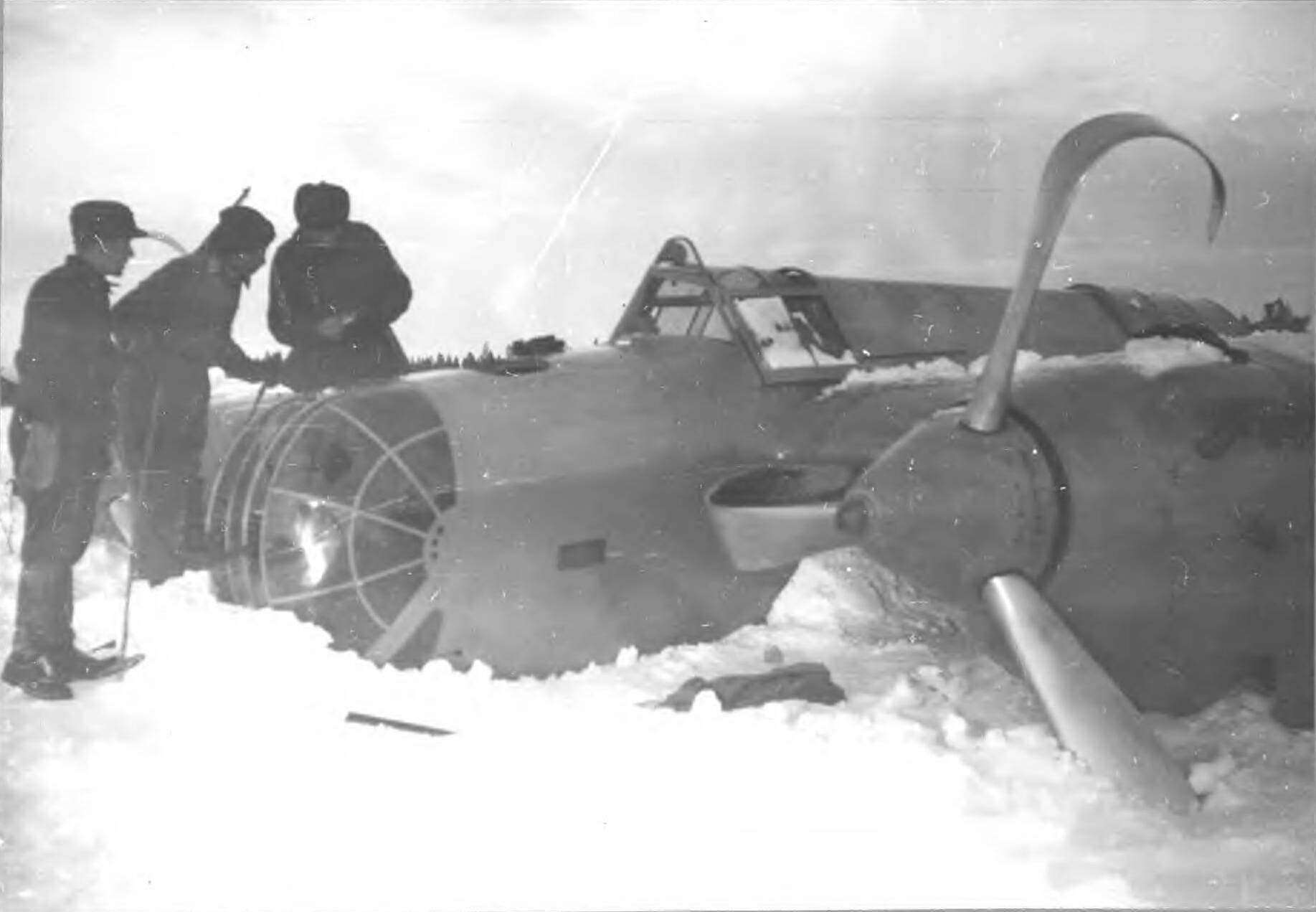
Svenska frivilliga inspekterar ett sovjetiskt bombplan av typen Tupolev SB som skjutits ner av Fänrik Theler.

Cirka 9 500 svenska frivilliga deltog i vinterkriget varav 8 260 ingick i Svenska frivilligkåren. Denna anlände i slutet av februari 1940 till Sallafronten. Av övriga frivilliga tjänstgjorde omkring 200 vid artilleriet i Vasa, ett drygt hundratal medverkade i luftförsvaret av Åbo och nästan lika många fanns i kustförsvaret vid Pellinge. Cirka 200 läkare och sjuksköterskor arbetade på militära och civila sjukhus. Svenska Röda korset sände två ambulanser som upprättade två bassjukhus med fältsjukhus och Blå Stjärnan sände en hästambulans. 300 arbetare började i mars bygga en försvarslinje öster om Fredrikshamn.
Den särskilt uppsatta Svenska frivilligflottiljen i Finland (F 19) med 12 jaktplan av typen J 8 (Gloster Gladiator) och fyra bombplan av typen B 4 (Hawker Hart) deltog i strid med finska nationalitetsbeteckningar från den 10 januari 1940. Dessa kom från det svenska flygvapnet och de 12 jaktplanen var en tredjedel av den svenska jaktplansflottan vid tiden.
Krigsåren fortsatte och så gjorde även hjälpen från Sverige. Olika slag av krigsmateriel fraktades över havet till Finland, men från Sverige kom även nödvändiga livsmedel. Istället för svält kunde man i stället prata om livsmedelsbrist. Totalt kom från de svenska militära förråden att överlämnas till Finland (utöver frivilligkårens materiel) bland annat 131 000 gevär med 42 miljoner patroner, 132 fältkanoner, 100 luftvärnspjäser, 85 pansarvärnspjäser med 256 000 granater och 8 flygplan.
Vidare agerade Sverige som transitland för import av flygplan till Finland, och bistod även med montering av flygplan innan de flögs över till Finland av finska flygförare. 

### Kvarkentrafiken
Under vinterkriget, behövde det svårt trängda Finland leveranser av krigsmateriel, samtidigt som landet för sin försörjning måste exportera bland annat pappersprodukter. Östersjön var till stor del frusen och där lurade sovjetiska ubåtar. Järnvägsförbindelsen via Torneå och Haparanda räckte inte till. Över den tillfrusna Kvarken, mellan Vasa och Holmsund öppnades då en vinterväg, där svenska och finländska lastbilar i mörker och kyla forslade avsevärda mängder gods till och från Finland. Denna dramatiska trafik kallas också för Kvarkentrafiken medan den på finländska sidan ofta kallades "Vintergatan".

### Hjälp från de allierade

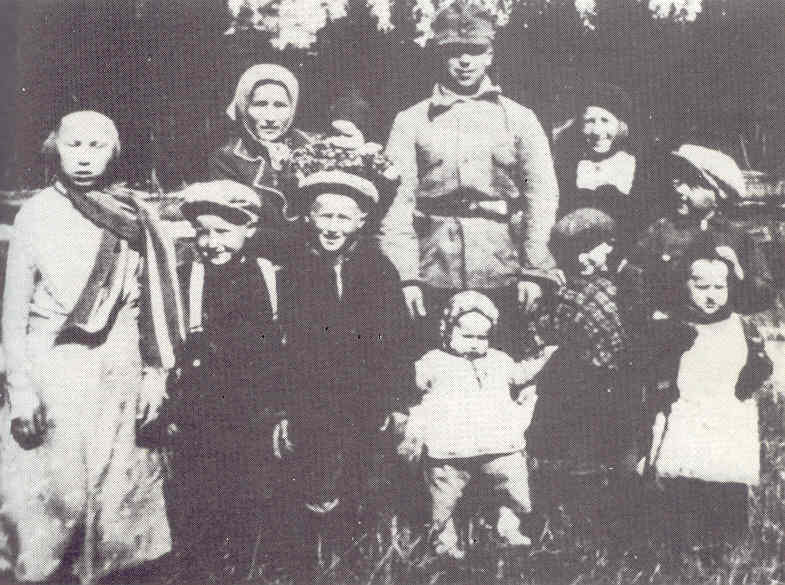
Hemkomst till byn i Österbotten, efter freden våren 1940. En finländsk soldat poserar tillsammans med sin familj.

Den finländska regeringen hade underhandskontakter med regeringarna i London och Paris som erbjöd militär hjälp: en expeditionskår skulle sändas genom Nordnorge och Norrbotten. Under genommarschen skulle man kunna ockupera Narvik och malmfälten som var mycket viktiga för den tyska industrin. Hela styrkan skulle omfatta en motoriserad armékår på kanske 22 000 soldater samt tungt artilleri från Storbritannien och Frankrike. Att regeringarna både i Oslo och Stockholm vägrade gå med på genommarsch var en mindre hake. Den svenske utrikesministern Christian Günther gjorde klart att Sverige med våld skulle motsätta sig en genommarsch. Det är knappast troligt att det fanns så många soldater att skicka utomlands i det läge som gällde 1940 och en mindre styrka hade troligtvis för avsikt att besätta Narvik och Norrbotten (vilket bekräftades efter kriget, inte minst när det avslöjades att den brittiska invasionen av Norge förekommits av tyskarna med mindre än en månad, se plan R 4). Att skicka soldater till Finland skulle för Storbritanniens och Frankrikes del inneburit en krigsförklaring mot Sovjetunionen.
För den finländska regeringen var det också tydligt att västmakterna inte med själ och hjärta ville hjälpa Finland, att de allierade trupperna skulle komma fram först i slutet av april och att svenska regeringen inte tänkte tillåta genommarsch. Samtidigt var det militära läget kritiskt, på Näset fanns åtta finländska divisioner mot 22 sovjetiska. Norr om Ladoga var det bättre, i Kitelä höll de finländska trupperna på att förinta den 18:e sovjetiska divisionen och den 34:e sovjetiska pansarbrigaden. Finlands armé hade inga reserver att sätta in. Det finländska motståndet tillsammans med risken att dras in i krig med de västallierade fick Sovjet att släppa tanken på att ockupera Finland. Man valde att frånse Terijoki-regeringen och meddelade att man var beredd att börja förhandla med Finlands demokratiskt valda regering.
| ”                                                    | Utan den generösa hjälp i vapen och utrustning Sverige och Västmakterna givit oss, hade ett så långvarigt motstånd som vårt varit omöjligt gentemot de oräkneliga kanoner, tanks och flygmaskiner, som satts in mot oss. | „ |
| – Fältmarskalk Gustav Mannerheim efter vinterkriget. | |   |

## Fredsavtalet
Den 7 mars 1940 anlände statsminister Ryti och en förhandlingsdelegation till Moskva. Finländarna blev tvungna att godta de sovjetiska kraven på bland annat Karelska näset, Viborg, Kexholm samt rätt att få arrendera Hangö udd. Fredsavtalet skrevs under den 12 mars och striderna upphörde den 13 mars klockan 11.00.
De stora landavträdelserna blev ett hårt slag för det finländska folket. Moskvafreden visade sig heller inte vara en grund på vilken varaktig fred kunde byggas. Sedan Baltstaterna ockuperats av Sovjet, det sovjetiska trycket mot Finland ökade och en konflikt mellan Nazityskland och Sovjet tedde sig alltmer sannolik, inledde den finländska statsledningen ett säkerhetssamarbete med Tyskland för att trygga sitt säkerhetspolitiska läge.

## Övriga offer

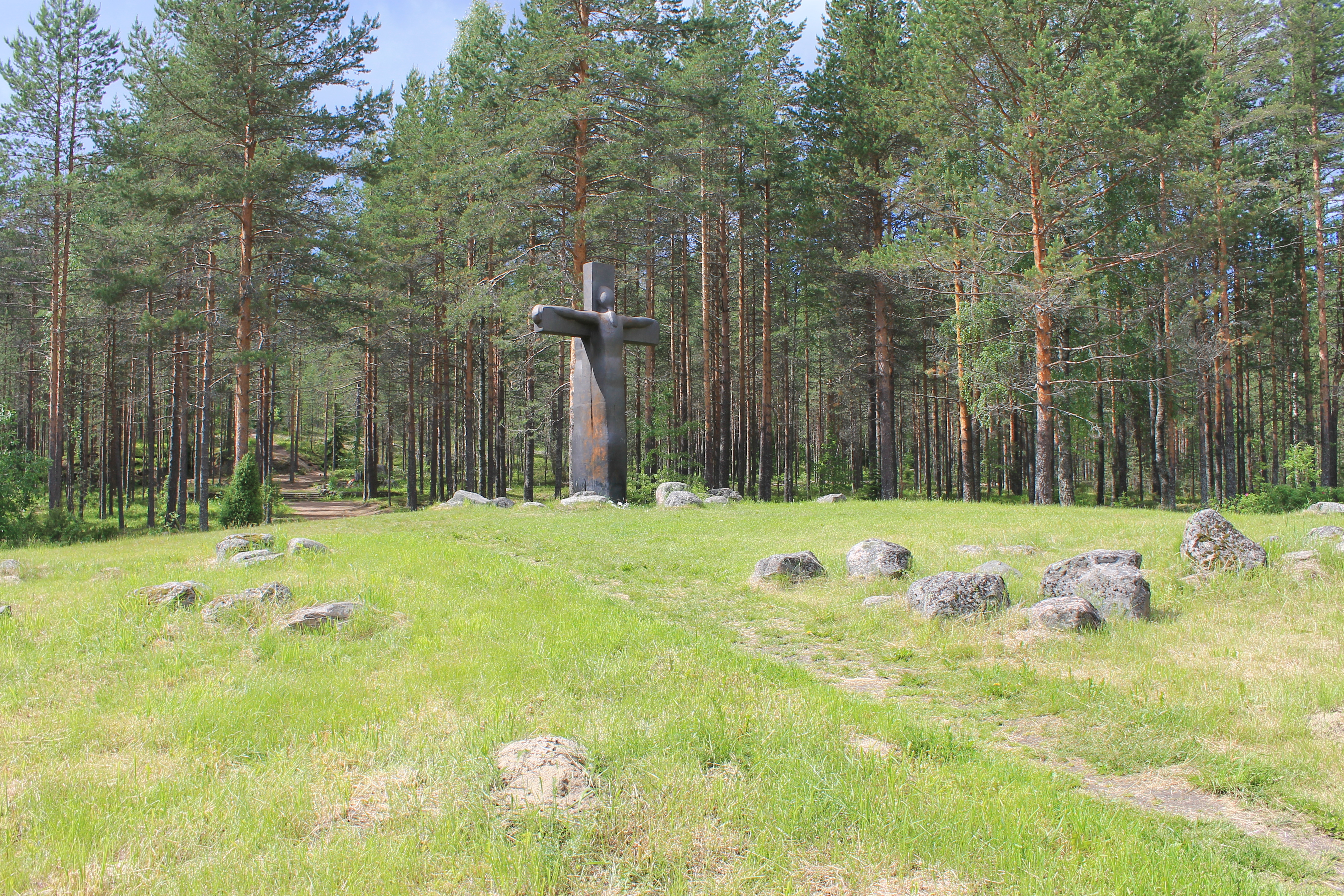
Sorgekorset (Крест Скорби), det första ryska minnesmärket över vinterkriget. Invigt år 2000 i närvaro av bland annat Finlands statsminister Paavo Lipponen.

Bland offren för kriget finns 10 000 Leningradbor som dog av svält under vintern 1939–1940. Det berodde inte på stridshandlingar, utan på att Leningrad proklamerades vara en "frontstad" och att den sovjetiska armén övertog transportsystemet så pass mycket att svält uppstod.
Ytterligare en märklig omständighet är att de cirka 5 000 sovjetiska krigsfångarna vilka togs av den finländska armén och efter kriget återbördades till Sovjet, är spårlöst försvunna (enligt ryska och finska källor.)
| Land                      | Stupade | Sårade  | Saknade |
| ------------------------- | ------- | ------- | ------- |
| Finland                   | 23 576  | 43 557  | 3 273   |
| Sovjet (officiellt)       | 132 747 | 158 863 | -       |
| Sovjet (finländsk uppsk.) | 200 000 | 600 000 | -       |
| Sovjet (tysk uppsk.)      | 273 000 | 720 000 | -       |
| Sovjet (rysk uppsk. 1992) | 131 000 | 325 000 | -       |

## Fosterbarn
Under vinterkriget 1939–1940 och fortsättningskriget 1941–1944 kom 70 000 finländska barn att transporteras till de nordiska länderna, huvudsakligen till Sverige. Av dessa kom 10 000 att adopteras av sina svenska familjer. Ett finländskt krigsbarn som kom till Sverige var Toini Gustafsson-Rönnlund.